# نافع السميري
نافع السميري هو لاعب كرة قدم سعودي يلعب حالياً في نادي الروضة معار من نادي القادسية.

## مسيرة اللاعب
لعب سابقاً في نادي الجيل ونادي القادسية ونادي الروضة.

## مسيرة اللاعب بالأرقام
آخر تحديث 05 أكتوبر 2020.
| البطولة                           | الفريق     | مباريات | أهداف | بطاقة صفراء | بطاقة حمراء |
| --------------------------------- | ---------- | ------- | ----- | ----------- | ----------- |
| كأس الأمير فيصل بن فهد 17/16      | نادي الجيل | 12      | 2     | 0           | 0           |
| دوري الدرجة الثانية السعودي 18/17 | نادي الجيل | 18      | 5     | 0           | 0           |
| دوري الدرجة الأولى السعودي 19/18  | نادي الجيل | 22      | 2     | 1           | 0           |
| دوري الدرجة الأولى السعودي 20/19  | نادي الجيل | 35      | 7     | 2           | 0           |

## انظر ايضاً
- عبد الإله الغلاب
- إبراهيم الدندن
- عزام الخليفة